# Wolves of the Sea

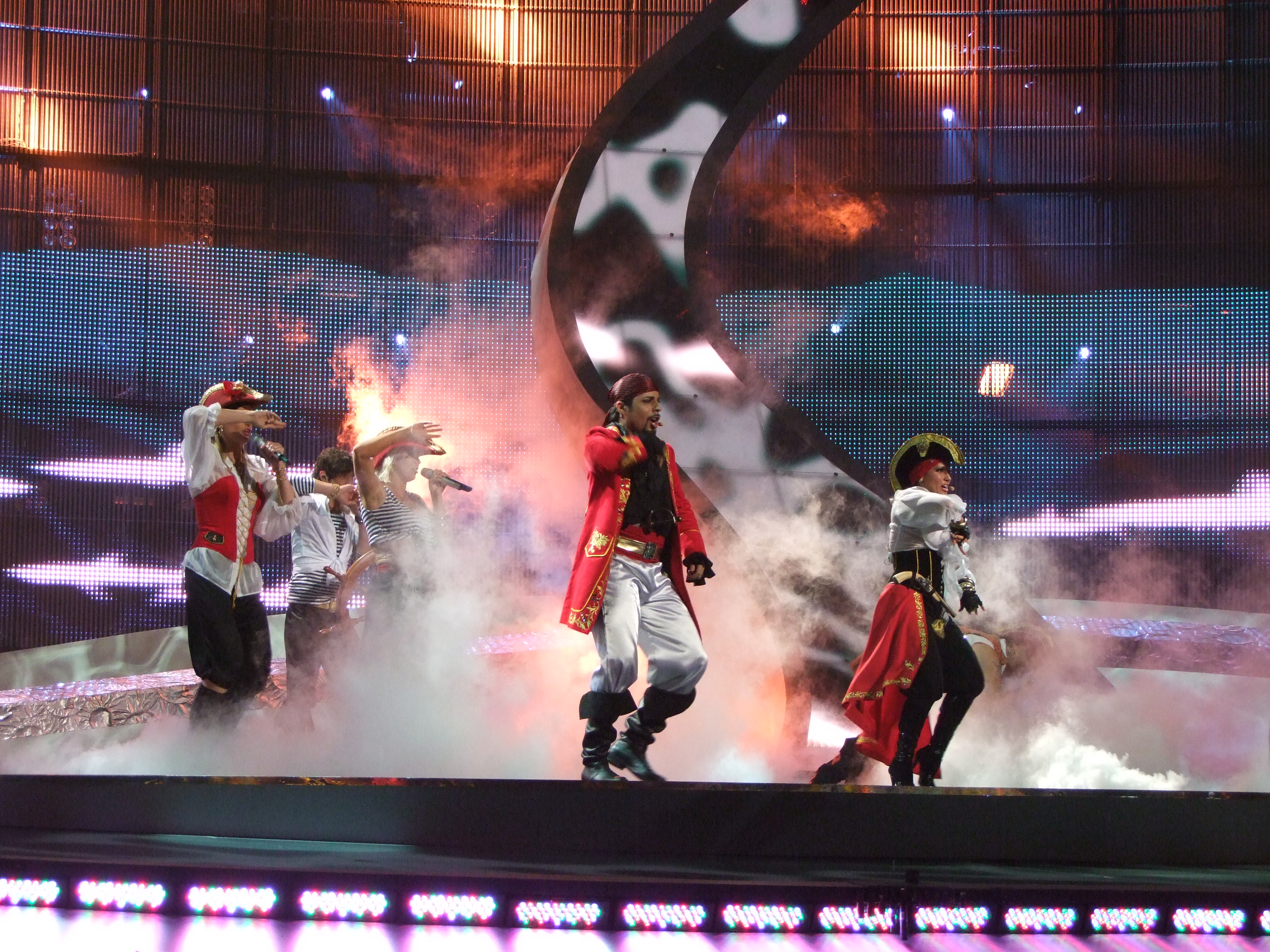
Pirates of the Sea framför Wolves of the Sea vid semifinalen av Eurovision Song Contest 2008 i Belgrad.

"Wolves of the Sea" är en sång skriven av de fyra svenskarna Jonas Liberg, Johan Sahlen, Claes Andreasson, Torbjörn Wassenius, samt framförd för Lettland av gruppen Pirates of the Sea i Eurovision Song Contest 2008 i Belgrad i Serbien. Låten fick 10 poäng av Storbritannien och 12 av Republiken Irland. 
Ursprungligen skickades bidraget in till den svenska Melodifestivalen, där den  under titeln Här mellan himmel och jord var avsedd för gruppen Drängarna. Sverige tackade dock nej till bidraget, och i stället tackade Lettland ja. I samband med att sången skickades in till Lettland, försågs den med text på engelska, samt pirattema..
Den skotska folk metal-gruppen Alestorm spelade 2008 in låten på sin EP Leviathan samt på splitalbumet Black Sails Over Europe.
Såntexten handlar om pirater. Sången spelades även in för programmet Äntligen morgon i Mix Megapol under titeln Wolf of the Quiz, och handlade då om hur Adam Alsing vinner i frågesport.
Låten blev populär i Sydafrika, där den blivit en kampsång för Sydafrikas herrlandslag i rugby union, 'Springboks'. På Afrikaans heter sången Hi Hi Ho, ofta sjungen av fans under matcherna.

## Listplaceringar
| Lista (2008)        | Topplacering |
| ------------------- | ------------ |
| Danska singellistan | 40           |

### Fotnoter
1. ↑  Maria Niklasson (14 maj 2008). ”Glada pirater på plats i Belgrad”. Melodifestivalklubben. https://melodifestivalklubben.se/glada-pirater-pa-plats-i-belgrad/. Läst 8 mars 2020.
2. ↑  ”Poplight 5 juni 2008 - Piraternas nya video”. Arkiverad från originalet den 25 maj 2012. https://archive.is/20120525194435/http://poplight.zitiz.se/artikel/piraternas-nya-video-nu-kan-de-reta-perrelli-foer-hennes-fiasko-i-eurovisionen. Läst 25 maj 2012.
3. ↑  ”Big in South Africa” (på engelska). Eurovision TV. 15 maj 2009. https://eurovision.tv/story/big-in-south-africa. Läst 13 maj 2010.
4. ↑  ”Danishcharts - Wolves of the Sea på den Danska singellistan”. Arkiverad från originalet den 14 februari 2012. https://web.archive.org/web/20120214035354/http://danishcharts.com/showitem.asp?interpret=Pirates+Of+The+Sea&titel=Wolves+Of+The+Sea&cat=s. Läst 7 juni 2008.